# Isabel de Solís
Zoraida o Zoraya, también conocida con su nombre castellano tras la Guerra de Granada, Isabel de Solís, fue una esclava cristiana que se convirtió en la consorte del emir del Reino Nazarí de Granada Muley Hacén en 1474. La Torre de la Cautiva en la Alhambra lleva este nombre en su recuerdo.

## Biografía
Vivió en la segunda mitad del siglo XV. Era una doncella hija del alcaide de Bedmar, de la Peña de Martos y de la Higuera de Martos y comendador de Martos, Sancho Jiménez de Solís. Durante una de las luchas entre los cristianos y musulmanes de Granada, fue capturada el 29 de septiembre de 1471 por los nazaríes, que asesinaron a su padre, y llevada a la Alhambra.

### Consorte del emir granadino
La leyenda cuenta que era una mujer muy bella y que el emir de Granada, Muley Hacén (1464-1482, 1483-1485), se enamoró perdidamente de ella. Isabel también se enamoró del sultán granadino, tanto que, con el paso del tiempo, fueron conocidos como los amantes de Granada. Tras profesar la religión islámica y tomar el nombre de Zoraida (Lucero del alba), contrajo matrimonio con el monarca alrededor de 1474-1475, quien la convirtió en su esposa favorita y la colmó de propiedades y un puesto privilegiado en la Corte. Buscó una residencia personal conocida como Doralcotola ubicada en la Alcazaba Cadima del Albaicín, donde residió hasta la Batalla de Lucena en 1483 donde Boabdil fue apresado y Aixa abandonó la Alhambra, siendo sustituida por Zoraida.
Pero su otra esposa Aixa, madre de Boabdil, peleaba con Zoraida por Muley Hacén. Esta relación provocó el disgusto de los abencerrajes y los celos de la sultana Aixa, quien alentó una serie de intrigas en la corte y las disputas internas que acabaron con la abdicación del monarca en su hermano, el Zagal, y posteriormente desencadenaron la toma del reino de Granada por los Reyes Católicos en 1492.
Dio a luz a dos hijos junto al emir llamados Nasr en 1480 y Sa'ad alrededor de 1480, quienes fueron tratados como príncipes reales, por lo que se mantuvieron en la Corte y el monarca les dotó de bienes propios como el Cortijo de Arenales y la heredad de Dar Aldefla.
Tras el fallecimiento de Muley Hacén en 1485, Zoraida se acogió a la protección de su cuñado, el Zagal, quien le propuso matrimonio, pero ella lo rechazó. Ella y sus hijos se mantuvieron en la Alhambra hasta la capitulación del Zagal en diciembre de 1489. No obstante, su cuñado marchó a Orán (reino de Tremecén), mientras que ella permaneció en Granada. Su posición quedó prácticamente irrelevante con la toma de Granada por los Reyes Católicos en 1492.

### Regreso al cristianismo
Debido a que algunos nobles granadinos instaban a sus hijos a la rebeldía, los Reyes Católicos decidieron trasladarlos a Sevilla en marzo de 1490, manteniéndoles alejados de Granada y acompañando a la Corte castellana. El 30 de abril de 1492 sus hijos y algunos criados fueron bautizados en Santa Fe por el obispo de Guadix, siendo apadrinados por Juan de Castilla y Fernando el Católico, y mutando los nombres de Nasr y Sa'ad por Juan de Granada y Hernando de Granada, respectivamente. Zoraida decidió entonces volver a la fe católica y readoptó el nombre de Isabel, siendo citada en algunos textos como Isabel de Granada. Residió en Córdoba y Sevilla.
La Corona castellana se encargó de su mantenimiento. A la muerte de Isabel la Católica en 1504, Isabel percibía 150 000 maravedíes anuales, esta cantidad se fue reduciendo con el tiempo. Sus hijos disfrutaron de medio millón de maravedíes anualmente.

## Influencia
La historia de esta bella cristiana ha inspirado a escritores de distintas épocas en los siglos posteriores, como Washington Irving y su Crónica de la Conquista de Granada; Martínez de la Rosa, que en 1837 escribió la novela histórica Doña Isabel de Solís, reina de Granada; Laurence Vidal que en 2000 publicó Los amantes de Granada, que rememora la vida de Isabel de Solís, y más recientemente Isabel de Solís, Soraya (2010) de la escritora granadina Brígida Gallego-Coin.
En la serie Réquiem por Granada fue interpretada por Gioia Scola. En la segunda temporada de la serie Isabel, emitida por La 1 de Televisión Española en 2013, fue interpretada por Nani Jiménez.